# Das höchste Gut einer Frau ist ihr Schweigen
Das höchste Gut einer Frau ist ihr Schweigen ist der erste lange Spielfilm von Gertrud Pinkus, einer Schweizer Film- und Theaterregisseurin, aus dem Jahr 1980.

## Inhalt
Der Film führt die kulturelle Entwurzelung einer italienischen Gastarbeiterin vor Augen, die durch die Schwierigkeiten der Integration in das soziale und wirtschaftliche Leben geprägt ist.
Im ersten Teil des Films erzählt die Protagonistin, Maria M., im Voice-Over von ihrem Leben in ihrem Heimatdorf Aliano (Lucania, Italien), von ihrer Heirat mit Giacomo gegen den Willen ihrer Eltern und dem Beginn ihres gemeinsamen Lebens in Frankfurt am Main, Ende der 1960er Jahre. Anschliessend berichtet Maria von ihrem Leben als Ehepaar, den Geburten ihrer vier Kinder, der Suche nach Wohnung und Arbeit und ganz allgemein vom Alltag der Gastarbeiter. Maria und alle übrigen Beteiligten werden von Laiendarstellern gespielt, die selbst aus der italienischen Emigration stammen.

## Produktion
Unter dem Arbeitstitel «Sono emigrata» wurde der Film in Frankfurt am Main produziert. Mehrere Szenen werden am Hauptbahnhof gedreht: Marias Ankunft in Deutschland, ihr Wiedersehen mit ihrem Mann, ihre Wochenendeinkäufe sowie weitere Alltagsszenen.

## Vertrieb
Der Film feierte seine Premiere 1980 am Locarno Film Festival und wurde auch an weiteren europäischen Filmfestivals vorgeführt, wo er mehrere Auszeichnungen erhielt. Zwischen Ende 1980 und Anfang 1981 wurde er in Kinos der Deutschschweiz und in der Romandie gezeigt. Im Dezember 1983 organisierte Gertrud Pinkus Filmvorführungen an verschiedenen Orten in Süditalien, unter anderem in dem Dorf Aliano, aus dem die Protagonistin stammt. Zu diesem Zweck sammelte die Regisseurin Finanzierungsmittel und organisierte ein mobiles Kino, das es ermöglichte, den 16-mm-Film an Orten zu zeigen, an denen es keine entsprechenden Einrichtungen gab. «Il valore della donna è il suo silenzio» wurde im Januar 2021 an den 56. Solothurner Filmtagen, im Rahmen der Sektion Histoires du cinéma suisse (Film. Pionierinnen 1971–1981), wieder aufgeführt.

## Rezeption

### Auszeichnungen (Auswahl)
- Créteil, Festival International de Films de Femmes, Prix du Public 1981
- Mannheim-Heidelberg, Internationales Filmfestival Mannheim-Heidelberg, Sonderpreis der Stadt Mannheim 1980
- Mannheim-Heidelberg, Internationales Filmfestival Mannheim-Heidelberg, Preis der Katholischen Filmarbeit 1980
- Mannheim-Heidelberg, Internationales Filmfestival Mannheim-Heidelberg, Preis der Interfilm-Jury 1980
- Berlin, Deutscher Filmpreis, Filmband in Silber 1981
- Zürich, Filmpreis Stadt Zürich, Zürcher Filmpreis 1981

### Kritik
„Eine Frau aus dem Süden Italiens erzählt, wie sie aus dem Elternhaus floh, heiratete, nach Deutschland kam und hier vereinsamt als ‚Gastarbeiterin‘ in Frankfurt lebte. In ihrer sehr konkreten Art, Geschichten, Situationen und Gefühle zu beschreiben, trägt die Protagonistin viel zur großen Diskussionsqualität des Films bei.“